# Dan Whitesides
Dan Whitesides (ur. 7 lipca 1977) — perkusista amerykańskiego zespołu rockowego The Used. Zastąpił Brandena Steineckerta, który odszedł z zespołu w roku 2006 i przeszedł do Rancid. 
Whitesides zaczął grać na perkusji w wieku 14 lat. Jak sam stwierdził grał trochę na gitarze, ale wyłącznie dlatego, że jego krewni grali na tym instrumencie. Przed przyłączeniem się do The Used Whitesides był perkusistą w kilku zespołach z Salt Lake City w Utah, czyli The New Transit Direction, Mich!gan, Sandkicker, Fale, Adherence, Farenheit 451, The Federation, Sprinklerhead, The Kill, The Wolfs, Form of Rocket i Young Blood.